# オルタナティヴ・カントリー
オルタナティヴ・カントリー（Alternative country）またはオルタナティヴ・カントリーロック（Alternative country） は、カントリーロックを大まかに定義したサブジャンルである。1970年代後半から1980年代にかけて盛んになったポップ調のカントリーを意図的に避けいていた多数のアーティストが表現していた音楽を指す。時にオルタナ・カントリー（Alt-contry）、反乱のカントリー（はんらんのカントリー、Insurgent country）、アメリカーナ（Americana）ともされる。

## 特徴

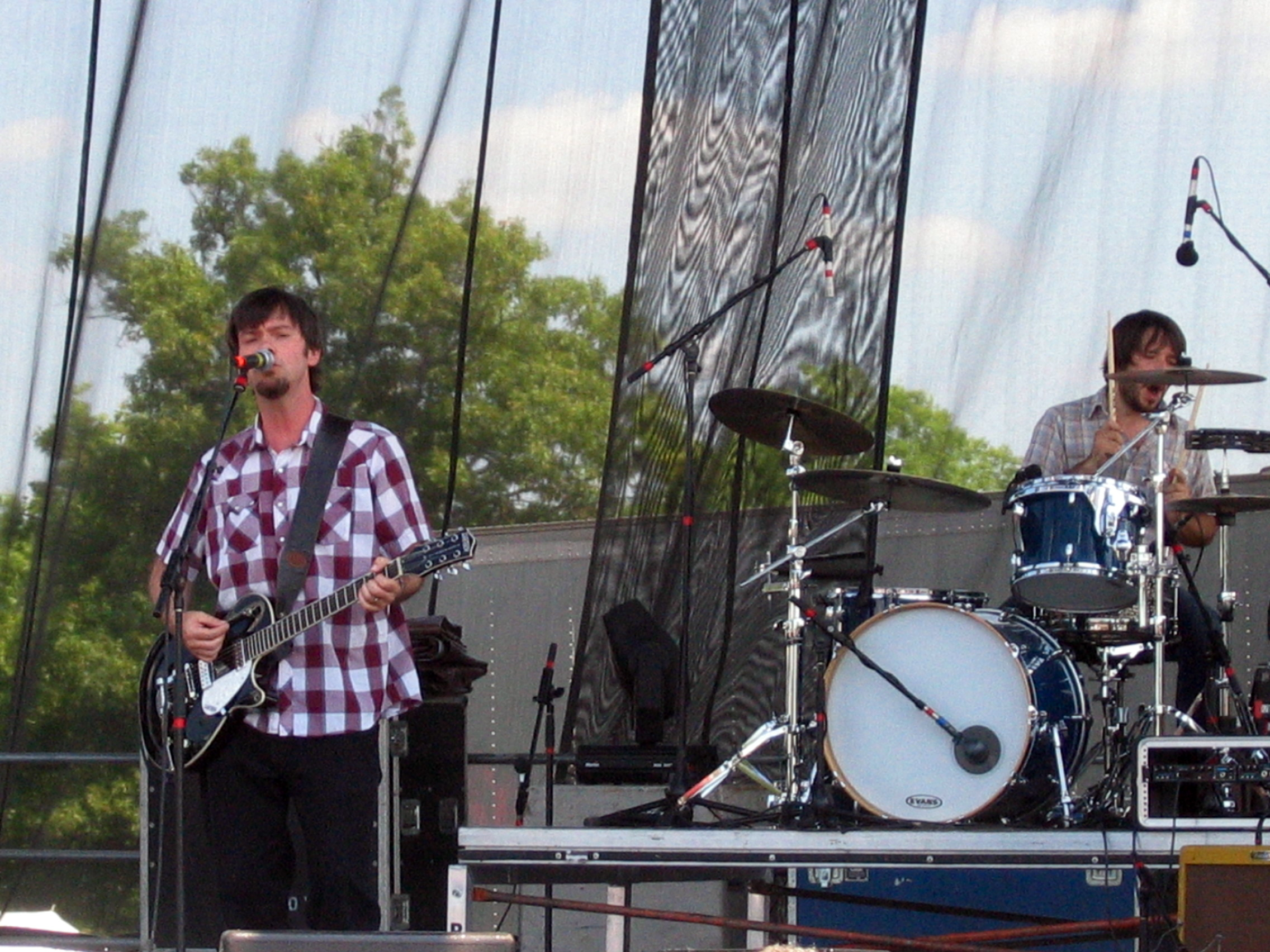
サン・ヴォルト（2005年）

オルタナティヴ・カントリーという言葉は、1990年代にオルタナティヴ・ロックと並行して、メインストリームのカントリー・ミュージックの伝統や業界の外で活動する多様なミュージシャンやバンドを指す言葉として使用され始めた。1980年代後半から1990年代に起こったオルタナティヴ・カントリー・ブームを決定づけたミュージシャンの多くは、自らのことをカントリー・ミュージック界とその時代の精神の「外側」にいると考えていて、その時代を代表するミュージシャンのルシンダ・ウィリアムスは、「より伝統的なナッシュヴィルのカントリー・ミュージック界と自ら呼んでいるところには、私は属さないと強く感じている。私はあの世界とはまるで繋がっていない。ここではスティーヴ・アールと一緒に、アウトローみたいに思われているんじゃないかな」と語っている。多数のミュージシャンは、ナッシュビルが占める生産価値やポップなテイストを避け、よりLo-Fiなサウンド、パンク・ロックやロックンロールの美学が注ぎこまれた音楽を求めていた。
オルタナティヴ・カントリーに分類されるアーティストの音楽スタイルは、伝統的なアメリカン・フォーク・ミュージックやブルーグラスから、ロカビリーやホンキートンク、主流のロックやカントリーと見分けがつかない音楽まで、ほとんど共通点がない。これにより、オルタナティヴ・カントリーに分類されるアーティストがそのムーブメントを否定したり、古くから活動を行なっているアーティストらが「自分たちもオルタナティヴ・カントリーだ」と主張することで、さらに混乱が生じている。このジャンルの専門誌として知られる『ノー・ディプレッション』誌は、「（それがいかなるものであれ）オルタナティヴ・カントリー・ミュージック」を保護すると宣言していた。

## 歴史
オルタナティヴ・カントリーは、ウディ・ガスリーやハンク・ウィリアムズ、カーター・ファミリーをはじめとした伝統的なアメリカのカントリー・ミュージックを参考としている。また、カントリー・ミュージックにロックンロールのサウンドを融合させたカントリーロックにも影響を与えている。カントリーロックを生み出したと最もよく考えられているアーティストは、グラム・パーソンズだが、マイケル・ネスミスやスティーヴ・アール、ジーン・クラークもカントリーロックの重要な革新者として頻繁に名が挙がっている。このほか、エネルギーとDIYの姿勢をもたらしたパンク・ロックもオルタナティヴ・カントリーに影響を与えている。

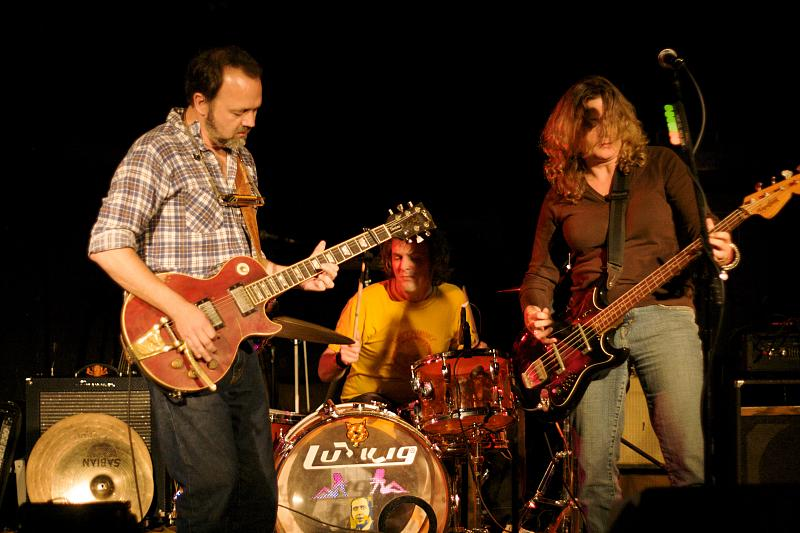
ブルー・マウンテン（2008年）

パンクとカントリーの融合という試みは、ナッシュビル出身のジェイソン&ザ・スコーチャーズや、1980年代の南カリフォルニアのカウパンクシーンでザ・ロング・ライダーズやX、ミネアポリスを拠点とするバンド、ザ・ジェイホークスをはじめとしたバンドやミュージシャンが先駆けであったが、これらの音楽スタイルが完全に融合したのが、1990年にアンクル・テュペロが発売したLP『No Depression』で、同作は初の「オルタナ・カントリー」アルバムとして広く認識されており、オルタナティヴ・カントリーのムーブメントを支援したオンラインの掲示板や雑誌にアルバムと同じ名前が付けられた。アンクル・テュペロは、さらに3作のアルバムを発売し、メジャー・レーベルと契約したが、1994年に解散。解散後、メンバーやその関係者は、オルタナティヴ・カントリーに分類されるバンドであるウィルコ、サン・ヴォルト、ボトル・ロケッツを結成。このうちボトル・ロケッツは、ボトルロケットは、フリークウォーター、オールド97'Sやロビー・ファルクスをはじめとしたアーティストと共に、シカゴを拠点とし、反乱のカントリー（Insurgent country）と称するオルタナティヴ・カントリーの派生的な音楽スタイルを開拓しているインディーズ・レーベル「ブラッドショット・レコード」と契約。ブルー・マウンテン、ウィスキータウン、ブラッド・オレンジズ、ドライヴ・バイ・トラッカーズをはじめとしたバンドがオルタナティヴ・カントリーの伝統をさらに発展させ、2000年代にはそのほとんどがロックに傾倒している。

## 主なアーティスト
- ライアン・アダムス[17]
- ロザンヌ・キャッシュ（英語版）[2]
- スティーヴ・アール（英語版）[2]
- フライング・ブリトー・ブラザーズ[2]
- パティ・グリフィン（英語版）[2]
- ナンシー・グリフィス（英語版）[2]
- ザ・ジェイホークス（英語版）[2]
- ライル・ラヴェット[2]
- オールド97'S[18]
- グラム・パーソンズ[2]
- アンクル・テュペロ（英語版）[2]
- ギリアン・ウェルチ（英語版）[2]
- ハンク・ウィリアムズ3世（英語版）[17]
- ルシンダ・ウィリアムス[2]
- ウィスキータウン（英語版）[2]